# 打田しづか
打田 しづか（うちだ しづか、1989年7月26日 - ）は、愛知県大府市出身のバドミントン選手。

## 経歴
小学2年生よりバドミントンを始め大府市立大府中学校を卒業後、岡崎城西高等学校に入学。高校2年生の時に全国高校総体のシングルスで3位、3年時にはシングルスとダブルスで準優勝の結果を残す。2008年より日本ユニシスに所属している。
なお、チームメイトの野尻野匡世は愛知県大府市にある同じジュニアクラブに所属していた。
2011年8月には女子スポーツをメジャーにするために、女子アスリートで結成された「SUNRISE JAPAN」のメンバーとなる。
2013年のヨネックスオープンジャパンでは準決勝で2011年世界選手権金メダリストの王儀涵を破る金星をあげて決勝進出。ノーシードの日本勢対決となった決勝では山口茜に敗れて準優勝。
2014年3月1日には、大府市スポーツ功労者表彰を受けた。

## 主な戦歴

### 国際大会での戦歴
- 2008年
  - オランダオープンシングルスベスト4
- 2010年
  - USオープンシングルス第3位
- 2013年
  - ヨネックスオープンジャパンシングルス準優勝